# Anaconura instabilis
Anaconura instabilis är en insektsart som beskrevs av Ribaut 1948. Anaconura instabilis ingår i släktet Anaconura och familjen dvärgstritar. Inga underarter finns listade i Catalogue of Life.